# Quinta das Bicas
A Quinta das Bicas é um lugar da freguesia de São José correspondente à antiga localização de uma quinta que durante séculos existiu no local actualmente ocupado pela Feira de São Mateus, o fórum Viseu e parte da Avenida da Europa.
O seu último proprietário foi António Gonçalves da Costa que a cedeu no resultado de uma expropriação.
Desta quinta foi movida para junto da Igreja da Misericórdia de Viseu a fonte do século XVIII que lhe deu nome e que é conhecida como Fonte das Três Bicas.